# Pleurothallis sordida
Pleurothallis sordida är en orkidéart som beskrevs av Friedrich Fritz Wilhelm Ludwig Kraenzlin. Pleurothallis sordida ingår i släktet Pleurothallis och familjen orkidéer. Inga underarter finns listade i Catalogue of Life.